# ジェームズ・ダグラス (第3代クイーンズベリー侯爵)
第3代クイーンズベリー侯爵ジェームズ・ダグラス（James Douglas, 3rd Marquess of Queensberry、1697年11月2日 – 1715年2月17日埋葬）は、スコットランド貴族。知的障害者であり、父の第2代クイーンズベリー公爵ジェイムズ・ダグラスに相続廃除されたが、再叙爵（ノヴォダマス）で1682年創設の爵位（クイーンズベリー侯爵ほか従属爵位）を指定しなかったため、法律上はジェームズがそれらの爵位を継承した。長らくエディンバラで幽閉されていたが、1707年に一度脱出し、使用人を殺害して食べようとしたことが知られている。

## 生涯
第2代クイーンズベリー公爵ジェイムズ・ダグラスと妻メアリー（第3代ダンガーヴァン子爵チャールズ・ボイルの娘）の次男（長男ウィリアムは1696年10月に生後5か月で夭折）として、1697年11月2日に生まれた。知的障害者であり、『完全貴族要覧』ではおそらく出生時よりそうであると推測しつつ、相続廃除がなされた1706年6月までに障害が生じたことは確実であるとした。
父の第2代クイーンズベリー公爵は1706年3月12日に爵位を返上して、同年6月17日に再叙爵（ノヴォダマス）を受けており、1684年創設の爵位（クイーンズベリー公爵ほか従属爵位）の継承者をクイーンズベリーの地所の継承者、かつ初代クイーンズベリー伯爵の子孫に限定し、直後に次男チャールズなどの人物を遺産の相続人に指定して、ジェームズを爵位と遺産の相続から排除した。1708年に父がドーヴァー公爵に叙されたときも爵位に特別残余権（special remainder）が定められ、ジェームズが継承できないようにした。
ジェームズは幼少期よりエディンバラで幽閉されていたが、1707年にイングランド王国との合同法案が議論され、エディンバラで暴動が起きると、使用人たちが暴動の状況を見に行ってしまい、ジェームズはその間に脱出した。ジェームズはキッチンに行き、そこで焼きぐしを回している使用人を殺害し、焼きぐしに刺して料理した。その結果、同時代の人々から「人肉食の白痴」（the Cannibalistic idot）と呼ばれた。
1711年7月6日に父が死去すると、クイーンズベリー公爵ほか従属爵位は1706年のノヴォダマスに基づき、ドーヴァー公爵ほか従属爵位は特別残余権に基づき弟チャールズが継承した。1706年のノヴォダマスで言及されなかった1682年創設の爵位（クイーンズベリー侯爵ほか従属爵位）は法律上ジェームズが継承し、1812年7月9日の貴族院裁決で再確認された。もっとも、ジェームズ自身がクイーンズベリー侯爵の称号を名乗ることはなかった。
生涯未婚のまま死去、1715年2月17日に「ドラムランリグ伯爵」としてロンズバラで埋葬された。クイーンズベリー侯爵位は弟チャールズが継承した。